# تصرفي كسيدة وفكري كرجل
تصرّفي كسيدة وفكري كرجل: ما يفكر فيه الرجال حقاً عن الحب والعلاقات والحميمية والالتزام (بالإنجليزية: Act Like a Lady, Think Like a Man: What Men Really Think About Love, Relationships, Intimacy, and Commitment)‏ هو كتاب تطوير ذاتي صدر عام 2009 من تأليف ستيف هارفي. يقدّم الكتاب رؤية هارفي لكيفية تفكير الرجال في الحب والعلاقات والحميمية والالتزام، ويهدف إلى مساعدة النساء على فهم العقلية الذكورية وكيفية التعامل بنجاح مع العلاقات العاطفية مع الرجال.

## ملخص الكتاب
في كتاب "تصرّفي كسيدة وفكّري كرجل"، يوجه ستيف هارفي نصائح للنساء حول كيفية أن تكون "امرأة حافظة" بدلاً من "سمكة رياضية" (أي هدف عابر). يؤكد هارفي أن الرجال "بسطاء"، وأنه يجب على النساء أن يدركن أنهن لن يكنّ الأولويات في حياة الرجل ما لم يتفهمن ويقبلن أن الرجال تحركهم ثلاثة عوامل: من هم، ماذا يفعلون، وكم يجنون من المال.
يعتبر هارفي أنه من "الغباء المطلق" أن تسمح المرأة لرجل بأن يُقيدها في علاقة أحادية قبل الزواج، حيث تشاركه السرير، الفواتير، وحتى الأطفال. الطريقة الوحيدة لتحويل العلاقة "الملتزمة" إلى زواج هي الإصرار على تحديد موعد للزفاف.
يكتب هارفي في الكتاب:
ويضيف:
كما يتناول الكتاب كيفية تحسين فهم النساء لطريقة تفكير الرجال لتحقيق نجاح أكبر في العلاقات العاطفية.

## ربط بالفيلم
تم إصدار فيلم مستوحى من الكتاب بعنوان فكري كرجل من إنتاج شركة سوني بيكتشرز وتحديداً فرع سكرين جيمز في 20 أبريل 2012. كان ستيف هارفي منتجاً تنفيذياً للفيلم وظهر فيه كضيف شرف بشخصيته الحقيقية.

## وصلات خارجية
- "Act Like A Lady, Think Like Steve Harvey". إيه. في. كلوب. 6 فبراير 2009. مؤرشف من الأصل في 2012-07-28.
- كتاب تصرفي كسيدة وفكري كرجل